# Pseudologia Fantastica (bài hát)
"Pseudologia Fantastica" là một bài hát của ban nhạc indie rock Foster the People. Nó là bài hát thứ năm từ album phòng thu năm 2014, Supermodel và đước phát hành như đĩa đơn thứ hai ở Mỹ và Úc vào ngày 25 tháng 2 năm 2014.

## Danh sách bài hát
| Digital download | Digital download         | Digital download          | Digital download | Digital download |
| STT              | Nhan đề                  | Sáng tác                  | Producer(s)      | Thời lượng       |
| ---------------- | ------------------------ | ------------------------- | ---------------- | ---------------- |
| 1.               | "Pseudologia Fantastica" | Paul Epworth, Mark Foster | Epworth, Foster  | 5:31             |

## Thành phần
Foster the People
- Cubbie Fink – bass, hát phụ
- Mark Foster – hát chính, guitar, keyboards
- Mark Pontius – trống, percussion, hát phụ

## Bảng xếp hạng
| BXH (2014)                | Vị trí cao nhất |
| ------------------------- | --------------- |
| Pháp (SNEP)               | 118             |
| US Rock Songs (Billboard) | 31              |